# Carmelo Valencia
Carmelo Enrique Valencia Chaverra (Tutunendo, 13 luglio 1984) è un ex calciatore colombiano, di ruolo attaccante.